# Canton d'Aire-sur-l'Adour
Le canton d'Aire-sur-l'Adour est une ancienne division administrative française située dans le département des Landes et la région Aquitaine. Il a été supprimé par le nouveau découpage cantonal entré en vigueur en 2015.
Aire-sur-l'Adour est le bureau centralisateur du nouveau canton d'Adour Armagnac.

## Géographie
Ce canton était organisé autour d'Aire-sur-l'Adour dans l'arrondissement de Mont-de-Marsan. Son altitude variait de 54 m (Renung) à 199 m (Sarron) pour une altitude moyenne de 106 m.

## Administration

### Conseillers généraux de 1833 à 2015
| Période     | Période          | Identité                           | Étiquette    | Qualité |
| ----------- | ---------------- | ---------------------------------- | ------------ | --- |
| 1833        | 1845             | François Laffitte                  |              | Capitaine du Génie en retraite Maire d'Aire-sur-l'Adour (1828-1832 et 1842-1846)                                           |
| 1845        | 1848             | François Labeyrie                  |              | Avocat, maire d'Aire-sur-l'Adour (1832-1835), conseiller d'arrondissement                                                  |
| 1848        | 1855             | Pierre Fortuné Sousbie             |              | Avocat, maire d'Aire-sur-l'Adour (1848-1852)                                                                               |
| 1855        | 1861             | Jean Bélus-Mareilhac               |              | Ancien commandant de la garde nationale rentier à Caudéran (Gironde)                                                       |
| 1861        | 1877             | Xavier de Laborde d'Arbrun         |              | Avocat, maire de Saint-Sever                                                                                               |
| 1877        | 1879 (démission) | Étienne Sousbie                    | Républicain  | Maire d'Aire-sur-l'Adour (1871-1874)                                                                                       |
| 1879        | 1922 (décès)     | Victor Lourties                    | Républicain  | Médecin Maire d'Aire-sur-l'Adour Sénateur (1888-1920) Ministre (1884-1895) Président du Conseil Général (1892-1922)        |
| 1922        | 1940             | Victor Lourties neveu du précédent | Rad.         | Avocat, industriel, conseiller d'arrondissement Sénateur (1932-1941) Maire d'Ychoux (1931-1940)                            |
|             |                  |                                    |              | |
| 1945        | 1954 (décès)     | Auguste Delhoste                   | SFIO         | Maire d'Aire-sur-l'Adour (1945-1946 et 1947-1952)                                                                          |
| 16 mai 1954 | 1964             | Julien Labat                       | DVD puis RI  | Maire d'Aire-sur-l'Adour (1953-1964)                                                                                       |
| 1964        | 1967 (décès)     | Louis Lieux                        | DVD          | Général Maire d'Aire-sur-l'Adour (1964-1967)                                                                               |
| 1967        | 1976             | Olivier Darblade                   | DVG          | Professeur Maire d'Aire-sur-l'Adour de 1967 à 1977                                                                         |
| 1976        | 1988             | Jean Clèdes                        | DVG puis UDF | Chef d'entreprise Maire d'Aire-sur-l'Adour de 1977 à 1989                                                                  |
| 1988        | 2015             | Robert Cabé                        | PS           | Cadre de banque Maire d'Aire-sur-l'Adour de 1989 à 2014 Président du conseil général (1998-2000) Ancien Député (1981-1986) |

### Conseillers d'arrondissement (de 1833 à 1940)
Le canton d'Aire-sur-l'Adour appartenait à l'arrondissement de Saint-Sever jusqu'à sa disparition en 1926.
| Période                                  | Période | Identité                                   | Étiquette             | Qualité |
| ---------------------------------------- | ------- | ------------------------------------------ | --------------------- | --- |
| 1833                                     | 1845    | François Émile Labeyrie (1803-1876)        |                       | Avocat, maire d'Aire-sur-l'Adour                                                                            |
| 1845                                     | 1848    | Charles Marie, Comte de Rémont (1798-1863) |                       | Officier (capitaine de dragons) retraité à Bahus-Soubiran                                                   |
|                                          |         |                                            |                       | |
| 1895                                     | 1898    | M. Daugreilh                               | Républicain           | |
| 1898                                     |         | M. Jaudet                                  | Républicain           | |
|                                          |         |                                            |                       | |
| 1904                                     | 1922    | M. Duffourc                                | RG                    | Médecin |
| 1922                                     | 1922    | Victor Lourties                            | Républicain démocrate | Docteur en droit, industriel, Ychoux                                                                        |
| 1922                                     | 1940    | Charles Baccarrère                         | RG                    | Huissier à Aire-sur-l'Adour                                                                                 |
| 1940                                     |         |                                            |                       | Les conseils d'arrondissement ont été suspendus par la loi du 12 octobre 1940 et n'ont jamais été réactivés |
| Les données manquantes sont à compléter. |         |                                            |                       | |

## Composition
Le canton d'Aire-sur-l'Adour groupait douze communes et comptait 9 692 habitants (population municipale au 1er janvier 2007).
| Communes          | Population (2012) | Code postal | Code Insee |
| ----------------- | ----------------- | ----------- | ---------- |
| Aire-sur-l'Adour  | 6 070             | 40800       | 40001      |
| Bahus-Soubiran    | 352               | 40320       | 40022      |
| Buanes            | 268               | 40320       | 40057      |
| Classun           | 226               | 40320       | 40082      |
| Duhort-Bachen     | 619               | 40800       | 40091      |
| Eugénie-les-Bains | 484               | 40320       | 40097      |
| Latrille          | 168               | 40800       | 40146      |
| Renung            | 472               | 40270       | 40240      |
| Saint-Agnet       | 190               | 40800       | 40247      |
| Saint-Loubouer    | 441               | 40320       | 40270      |
| Sarron            | 99                | 40800       | 40290      |
| Vielle-Tursan     | 303               | 40320       | 40325      |

## Démographie
| 1962  | 1968  | 1975  | 1982  | 1990  | 1999  | 2006  | 2007  | 2009  |
| ----- | ----- | ----- | ----- | ----- | ----- | ----- | ----- | ----- |
| 8 424 | 9 109 | 9 150 | 9 439 | 9 526 | 9 421 | 9 655 | 9 692 | 9 941 |